# جسر سان لويس راي (فلم)
جسر سان لويس راي (بالإنجليزية: The Bridge of San Luis Rey) هو فيلم دراما تم إنتاجه في الولايات المتحدة وصدر في سنة 1929.

## ترشيحات وجوائز
| السنة | الحدث  | الفئة          | النتيجة  |
| ----- | ------ | -------------- | -------- |
|       | أوسكار | أفضل إنتاج فني | فـــــوز |

## وصلات خارجية
- مقالات تستعمل روابط فنية بلا صلة مع ويكي بيانات

1. ↑  "معلومات عن جسر سان لويس راي (فيلم) على موقع allmovie.com". allmovie.com. مؤرشف من الأصل في 2017-03-30.
2. ↑  "معلومات عن جسر سان لويس راي (فيلم) على موقع netflix.com". netflix.com. مؤرشف من الأصل في 2020-04-07.
3. ↑  "معلومات عن جسر سان لويس راي (فيلم) على موقع bfi.org.uk". bfi.org.uk. مؤرشف من الأصل في 2018-09-29.